# Italian Songbook Volume 1
Italian Songbook Vol. 1 è il quinto album da solista del cantante italiano Marco Castoldi, noto come Morgan, pubblicato nel 2009 dalla Sony BMG. L'album debutta al 6º posto nella classifica FIMI.
In quest'album l'artista si propone di reinterpretare esclusivamente vocalmente (per la prima volta non suona alcuno strumento) quei brani databili tra la fine degli anni cinquanta e l'inizio degli anni sessanta, periodo in cui la musica italiana si poteva permettere il lusso di fare scuola anche al di fuori dei propri confini, scritti da artisti come Umberto Bindi, Domenico Modugno, Gino Paoli, Luigi Tenco, Sergio Endrigo e Piero Ciampi.
A detta dello stesso autore, il lavoro è un album "a due facce", la prima contenente i brani in lingua italiana, e la seconda contenente le rispettive traduzioni in inglese. Le "due facce" sono intervallate da un componimento per batteria ed archi, Invenzione per orchestra d'archi, scritto dallo stesso Castoldi a quattro mani con il pianista e produttore Stefano Barzan, da un pezzo scritto direttamente in inglese per Sergio Endrigo, Back Home Someday, e dall'inedita traduzione in inglese, effettuata da Morgan stesso, di un brano di Piero Ciampi, That Someone.

## Tracce
1. Back home someday – 3:18
2. Il mio mondo – 3:04
3. Resta con me – 3:44
4. Lontano dagli occhi – 3:42
5. Il cielo in una stanza – 2:55
6. Invenzione per orchestra d'archi – 1:37
7. Qualcuno tornerà – 2:47
8. You are my world – 3:04
9. Stay here with me – 3:44
10. If ever you are lonely – 3:42
11. This world we love in – 2:55
12. Invenzione per orchestra d'archi – 1:37
13. That someone – 2:46

## Formazione
- Morgan - voce, cori, programmazione, sintetizzatore
- Stefano Barzan - pianoforte, Fender Rhodes
- Roberto Cecchetto - chitarra
- Paolo Costa - basso
- Marcello Schena - batteria
- Royal Philharmonic Orchestra diretta da Stefano Barzan

## Classifiche
| Classifica (2009) | Posizione massima |
| ----------------- | ----------------- |
| Italia            | 6                 |